# پروژه پیوند

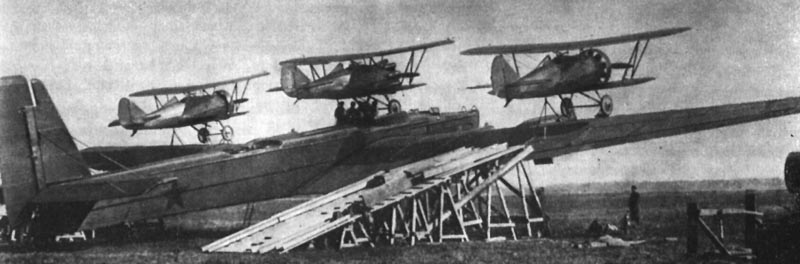

پروژه پیوند (روسی: Звено)یک پروژه نظامی در خلال دهه ۳۰ میلادی در اتحاد جماهیر شوروی بود که بر روی طرح مفهومی هواپیمای پارازیتی فعالیت می‌کرد. این پروژه شامل یم بمب افکن سنگین مانند توپولف تی‌بی-۱ یا توپولف تی‌بی-۳ بود که به عنوان هواپیمای مادر بین ۲ تا ۵ هواپیمای جنگنده کوچک را حمل می‌کرد.